# Pinocchio (2022)
Pinocchio ist eine Disney-Neuverfilmung des gleichnamigen Zeichentrickfilms aus dem Jahr 1940. Der Film ist eine Kombination aus Realfilm-Aufnahmen und Computeranimationen.
Die Veröffentlichung des Films auf Disney+ war am 8. September 2022.

## Besetzung und Synchronisation
Die deutsche Synchronisation entstand nach einem Dialogbuch von Matthias von Stegmann und der Dialogregie von Manuel Straube im Auftrag der Arena Synchron, Berlin. Die Bearbeitung der Liedtexte erfolgte durch Nina Schneider. Die musikalischen Aufnahmen und Bearbeitungen fanden in den Jamzone Studios in München unter der Leitung von Thomas Amper statt.
| Figur                          | Darsteller                       | Deutscher Sprecher                     |
| ------------------------------ | -------------------------------- | -------------------------------------- |
| Pinocchio (animiert)           | Benjamin Evan Ainsworth (Stimme) | Joshua Nath Carlos Schmidt (Gesang)    |
| Meister Geppetto               | Tom Hanks                        | Joachim Tennstedt                      |
| Die blaue Fee                  | Cynthia Erivo                    | Mareile Moeller Pia Allgaier (Gesang)  |
| Der Kutscher                   | Luke Evans                       | Jaron Löwenberg Stefan Thomas (Gesang) |
| Fabiana und Marionette Sabina  | Kyanne Lamaya                    | Sophia Riedl                           |
| Feuerfresser Stromboli         | Giuseppe Battiston               | Lutz Schnell                           |
| Jiminy Grille (animiert)       | Joseph Gordon-Levitt (Stimme)    | Oliver Rohrbeck                        |
| Der ehrenwerte John (animiert) | Keegan-Michael Key (Stimme)      | Sascha Rotermund                       |
| Kerzendocht                    | Lewin Lloyd                      | Theodor Genschow                       |
| Signora Vitelli                | Sheila Atim                      |                                        |
| Signore Rizzi                  | Angus Wright                     | Axel Malzacher                         |
| Sofia (Möwe) (animiert)        | Lorraine Bracco (Stimme)         | Judith Steinhäuser                     |

## Produktion und Veröffentlichung

### Regie- und Drehbuchautorenbesetzung
Im April 2015 wurde publik, dass Walt Disney Pictures eine Realverfilmung des 1940 erschienenen Pinocchio-Disneyfilms plane und Peter Hedges das Drehbuch schreiben werde Mehr als zwei Jahre später, im Mai 2017, wurde anstelle von Peter Hedges Chris Weitz als Drehbuchautor und Produzent für den Film genannt und gemeldet, dass Regisseur Sam Mendes mit Disney in Verhandlung stehe. Im November desselben Jahres wurde jedoch berichtet, dass Mendes nicht die Regie des Films übernehmen werde. Im Februar 2018 wurde berichtet, dass Paul King für die Regie engagiert worden sei, Jack Thorne das Drehbuch überarbeiten werde und die Produktion Ende des Jahres 2018 beginne. Weitz erklärte im August 2018, dass die Dreharbeiten im Jahr 2019 beginnen würden. Im Januar 2019 wurde schließlich berichtet, dass Paul King aus persönlichen Gründen nicht mehr an der Produktion beteiligt und Disney erneut auf der Suche nach einem Regisseur für den Film sei. Im Oktober desselben Jahres stand Robert Zemeckis in Verhandlung mit Disney, bei dem Film Regie zu führen. Im Januar 2020 wurde Zemeckis als Regisseur für den Film bestätigt und dieser als Drehbuchautor neben Weitz genannt.

### Dreharbeiten und Animationen
Die Dreharbeiten begannen am 17. März 2021 in den Cardington Film Studios (in England) unter dem Arbeitstitel Mahogany. und waren laut Benjamin Evan Ainsworth (der Synchronstimme von Pinocchio) im April 2021 abgeschlossen.
Die Filmstudios Moving Picture Company und DNEG wurden für die Erstellung der Visuellen Effekte engagiert.

### Soundtrack
Alan Silvestri wurde als leitender Komponist für den Film engagiert. Neben Silvestri ist außerdem Glen Ballard an der Komposition des Soundtrack, der auch Musikstücke aus dem 1940 erschienenem Originalfilm enthält, beteiligt. Cynthia Erivo, die als blauhaarige Fee Teil der Filmbesetzung ist, ist als Sängerin des Stückes When You Wish Upon a Star an der Produktion der Filmmusik beteiligt.

## Veröffentlichung und Marketing
Ein erster Trailer, der auch das Veröffentlichungsdatum nennt, erschien am 31. Mai 2022.
Am 24. August 2022 kam ein neuer Trailer.

## Kritik
Der Film wurde in 6 Kategorien (Schlechtester Film, Schlechteste Neuverfilmung oder billigster Abklatsch, Schlechteste Regie, Schlechtestes Drehbuch, Schlechtester Schauspieler und Schlechteste Nebendarstellerin) für die Goldene Himbeere 2023 nominiert. Er erhielt schließlich die „Auszeichnung“ für die schlechteste Neuverfilmung oder den billigsten Abklatsch.